# نانسی اونیل
نانسی اونیل (انگلیسی: Nance O'Neil؛ ‏ ۸ اکتبر ۱۸۷۴ – ۷ فوریهٔ ۱۹۶۵) بازیگر اهل ایالات متحده آمریکا بود.
از فیلم‌هایی که وی در آن نقش داشته‌است، می‌توان به سیمارون، آواز یاغی، زنان آسوده‌خاطر، رستاخیز و چشمان جهان اشاره کرد.